# Micropsectra pallida
Micropsectra pallida är en tvåvingeart som beskrevs av Maurice Emile Marie Goetghebuer 1949. Micropsectra pallida ingår i släktet Micropsectra och familjen fjädermyggor.
Artens utbredningsområde är Österrike. Inga underarter finns listade i Catalogue of Life.